# Herb Inowłodza
Herb Inowłodza – symbol miasta Inowłódz i gminy Inowłódz

## Wygląd i symbolika
Herb przedstawia na tarczy w polu czerwonym wizerunek muru z trzema białymi wieżyczkami z niebieskimi dachami, z których środkowa jest szersza i wyższa. Nad wieżyczkami może znajdować się czarna nazwa gminy na białym tle. Jest to historyczny symbol miasta Inowłódz.  